# Alirocumab
L'alirocumab est un anticorps monoclonal humain de la classe des anti-PCSK9 utilisé dans l'hypercholestérolémie familiale et en cours de test dans les autres types d'hypercholestérolémie. Cet anticorps est aussi connu sous les noms de code REGN727 et SAR236553.

## Mode d'action
L'alirocumab est dirigé contre le PCSK9. Il s'administre en injection sous cutanée toutes les deux semaines. En association avec une statine, il diminue jusqu'à 60 % le taux de LDL-cholestérol ainsi que celui des triglycérides,.

## Efficacité
Il entraîne une diminution de la survenue d'accidents cardiovasculaires,  chez des patients qui ont un LDL élevé malgré un traitement par statine, et qui soit ont une hypercholestérolémie familiale hétérozygote, soit ont à haut risque cardiovasculaire.
En prévention secondaire (c'est-à-dire après un accident cardiaque), il diminue le risque de survenue d'un nouvel événement cardio-vasculaire (dont la mortalité). Cet effet est particulièrement net chez le patient polyvasculaire ou chez les porteurs de pontages aorto-coronariens. Il n’apparaît cependant pas en cas d'antécédent d'insuffisance cardiaque.
Il permettrait une diminution de la plaque d'athérome qu'il soit administré après un infarctus ou chez un patient asymptomatique chez les patients avec hypercholestérolémie familiale.

## Effets secondaires
Les effets secondaires retrouvés étaient des réactions locales au site d'injection et des effets ophtalmologiques : plus de cataractes chez les patients ayant le taux le plus bas de LDL. Une étude a montré une augmentation modérée des troubles cognitifs, mais cela n'a pas été retrouvé dans une méta-analyse.

## Mise sur le marché
Ce médicament a été mis au point par Regeneron Pharmaceuticals et codéveloppé par Regeneron et Sanofi.
Le 24 juillet 2015, l’alirocumab (Praluent) a reçu un avis favorable du Comité des médicaments à usage humain (CHMP) de l’Agence européenne des médicaments (EMA) dans le traitement de l’hypercholestérolémie familiale chez les patients qui ne répondent pas à la prise de statines à dose optimale ou qui ne peuvent pas en prendre.
le coût d'un an de traitement par Praluent est évalué à 14 600 dollars en 2015 ce qui crée une polémique sur son remboursement par les gestionnaires américains de régimes d'assurance-santé.